# Богдан Сташински
Богда́н Никола́евич Сташински е агент на КГБ, осъществил убийствата на 2 лидери на украинското националистическо движение – Лев Ребет през 1957 г. и Степан Бандера през 1959 г. Инициатор на убийствата е Алексей Кириченко, първият секретар на Централния комитет на Комунистическата партия на Украйна.
Роден е в семейство на украински националисти в село Борщовичи, Лвовско воеводство, Полска република (днес в Лвовски район, Лвовска област, Украйна) на 4 ноември 1931 г. Започва да учи в Лвовския педагогически институт от 1948 г.
Задържан от милицията за пътуване във влак без билет през 1950 г., е завербуван от органите на НКВД и от 1951 г. взема участие в ликвидирането на украинското националистическо нелегално движение, като първото му дело е да предаде своята сестра и нейния мъж.
През 1952 – 1954 г. преминава интензивно обучение в Киев, изучавайки немски и полски и усвоява практическите основи на работата на НКВД (КГБ). След това като агент на КГБ работи в Полша и ГДР под името Йозеф Леман. Работи като диспечер в гаража, обслужващ съветското представителство в ГДР, преводач от полски в министерството на вътрешната и външна търговия. Под чуждо име и фамилия преминава лесно границата с тогавашната Федерална република Германия и през 1957 година убива Лев Ребет. След неуспешен опит да убие Степан Бандера, все пак през 1959 година той успява да извърши това. И в двата случая полицията на ФРГ не успява да установи, че става дума за убийство. За тези си действия получава съветски правителствени награди. Приблизително по същото време той се запознава с фризьорката Инге Пол, която става негова жена.
На 12 август 1961 година (в последния ден преди затварянето на границата между ГДР И ФРГ с Берлинската стена) той и жена му Инга Пол бягат в Западен Берлин, където Сташински се предава на полицията и признава за извършените убийства. Съществува версия, че бягството им е предварително подготвено с помощта на американските разузнавателни служби. Осъден е от германски съд на 8 години лишаване от свобода.
След освобождаването му от затвора следите му се губят. Съществуват различни версии за по-нататъшната му съдба.